# Skiljenämnd
En skiljenämnd är en nämnd som kan avgöra tvister i vilka förlikning kan träffas i stället för att de tas upp som tvistemål i en domstol.
I många fall väljer man att använda skiljenämnd i stället för domstol för att få en snabbhet och/eller skydd mot insyn i arbetet, då skiljenämnders arbete som regel inte är offentligt.
Ett vanligt förfarande i skiljenämnd är att avtala om arbetssättet, sammansättning (ofta 3 jurister; 1 oberoende samt varsin från respektive part) och konsekvenser av skiljeförfarande. I många fall avtalas möjligheten till överklagande bort.
Parterna får bestämma hur många skiljemännen skall vara och hur de skall utses.
En skiljedom är ogiltig
- om den innefattar prövning av en fråga som enligt svensk lag inte får avgöras av skiljemän,
- om skiljedomen eller det sätt på vilket skiljedomen tillkommit är uppenbart oförenligt med grunderna för rättsordningen i Sverige, eller
- om skiljedomen inte uppfyller föreskrifterna om skriftlighet och undertecknande.

Ogiltigheten kan gälla en viss del av skiljedomen.
- Fristen för talan mot skiljedom räknas från den dag parten fick del av skiljedomen i dess helhet.[5]
- Enligt tillämpligt skiljereglemente skulle en skiljedom innehålla domskäl. Part har klandrat skiljedomen på den grunden att skiljenämnden i stor utsträckning skulle ha underlåtit att ange eller lämnat ofullständiga eller motstridiga domskäl. Frågor om tillämplig klandergrund i 34 § första stycket lagen (1999:116) om skiljeförfarande[6] och vilka krav som kan ställas på domskälen.[7]
- Skiljedom kan klandras om skiljeman misstänks för jäv enligt NJA 2010 s. 317.[8] Detta rättsfall handlar även om skiljemans upplysningsplikt om tidigare uppdrag som kunde utgöra omständighet som kunde rubba förtroendet för skiljemannens opartiskhet.

Gäller tvisten annat än juridiska spörsmål är det inte ovanligt att en oberoende jurist utses som ordförande, för att sedan kompletteras med en sakkunnig inom det område tvisten gäller, utsedd av respektive part.
Som synonym till skiljenämnd används ibland uttrycket skiljedomstol.